# Нармада (район)
Нарма́да (індонез. Narmada) — один з 10 районів округу Західний Ломбок провінції Західна Південно-Східна Нуса у складі Індонезії. Розташований у північно-східній частині. Адміністративний центр — селище Лембуак.
Населення — 89976 осіб (2012; 87897 в 2010).

## Адміністративний поділ
До складу району входять 7 селищ та 9 сіл:
| Населений пункт      | Населення, осіб (2010) |
| -------------------- | ---------------------- |
| Бадраїн, село        | 3635                   |
| Бату-Кута, селище    | 3309                   |
| Герімакс-Індах, село | 3972                   |
| Дасан-Теренг, селище | 5615                   |
| Керу, село           | 4827                   |
| Крама-Джая, селище   | 3995                   |
| Лембах-Семпаге, село | 6350                   |
| Лембуак, селище      | 9648                   |
| Ньюр-Лембанг, селище | 3140                   |
| Пересак, селище      | 11347                  |
| Седау, село          | 4192                   |
| Селат, село          | 5792                   |
| Сембунг, село        | 3252                   |
| Сесаот, село         | 8464                   |
| Суранаді, село       | 5713                   |
| Тенак-Беак, селище   | 4646                   |